# ШАБАК
Общая служба безопасности (ивр. שירות הביטחון הכללי‎ Шеру́т ха-Битахо́н ха-Клали́), более известная под аббревиатурами ШАБА́К (שב״כ‎) и Шин-Бет (שב‎), — израильская спецслужба, осуществляющая обеспечение внутренней безопасности и контрразведывательную деятельность. По своим задачам сравнима с ФСБ или ФБР. Подчинена непосредственно премьер-министру Израиля.
Функции Шин-Бет внутри Израиля могут быть разделены на три категории: контроль за иностранцами, контроль за палестинскими арабами и контроль за гражданами Израиля. Действует на основании закона, принятого Кнессетом 21 февраля 2002 года.

## История

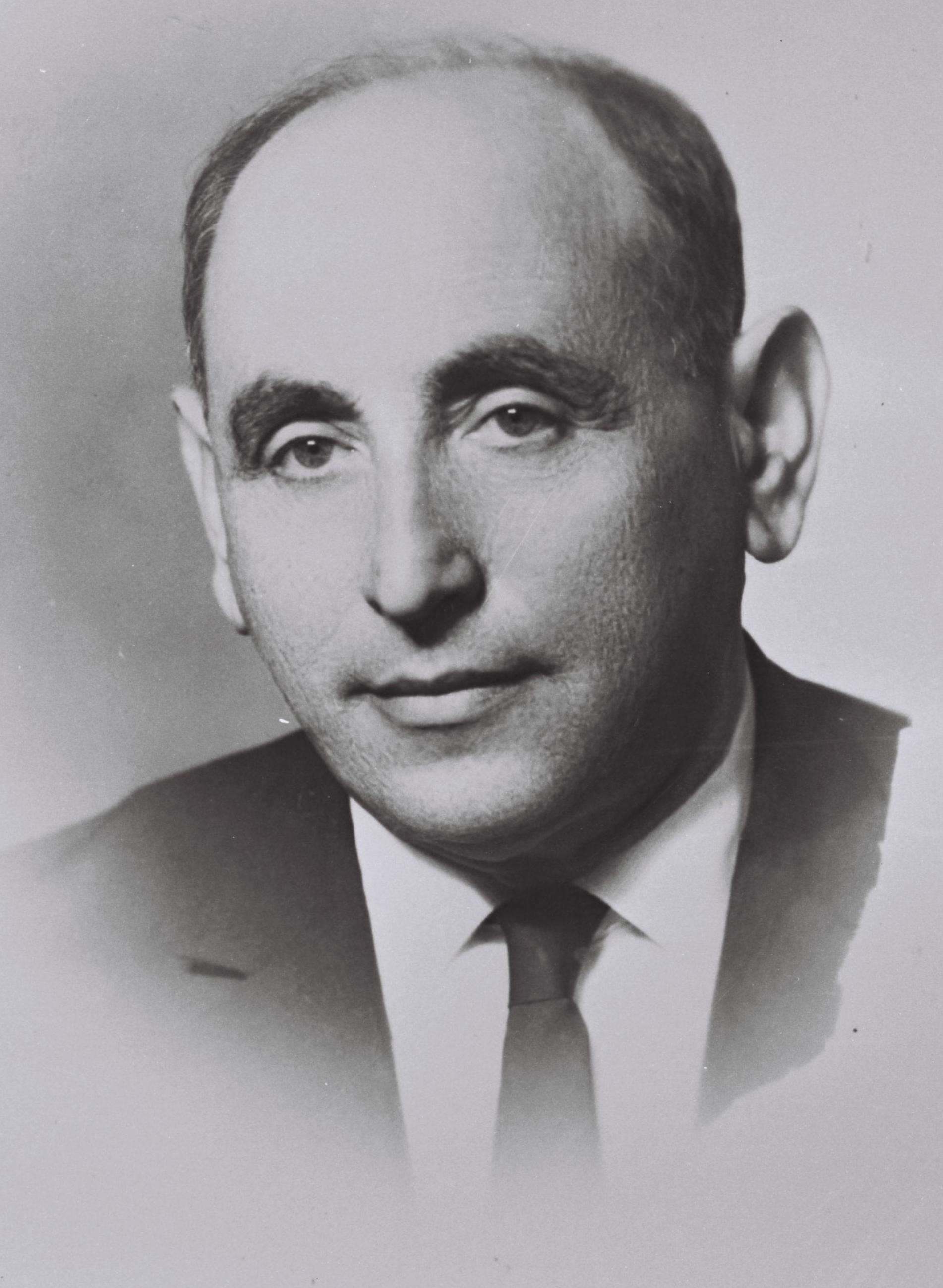
Иссер Харель — первый руководитель Общей службы безопасности (1948—1952)

Общая служба безопасности и контрразведки (а затем Общая служба безопасности Израиля) была создана на базе службы Шай (Шерут едиот) — службы безопасности Хаганы 30 июня 1948 года.
Создателем и первым руководителем Шабак был Иссер Харель, его заместителем стал Иосэф Израэли из Министерства обороны. Первые два года служба безопасности входила в состав вооружённых сил, её руководитель получил звание подполковника. Затем Шабак перешла в подчинение премьер-министра.
Харель разгромил отколовшуюся от «Иргуна» ультраправую группу «Лехи» Авраама Штерна и арестовал практически всех её активистов, за исключением будущего премьер-министра Ицхака Шамира, которого впоследствии привлёк к работе в израильской разведке.
В 1949 году Харель приказал выявлять членов компартии, которые нанимались на военные заводы, фотографировать активистов и прослушивать разговоры. Одновременно он вычистил из собственной службы членов левых партий, в частности начальника отдела специальных операций Гершона Рабиновича, который, по мнению Харела, выдавал все секреты службы товарищам по партии МАПАМ.
В 1950-е годы Шабак активно работала против правых радикалов из Лехи, но наибольшие её усилия внутри страны были направлены против левых активистов из партии МАПАМ, которых первый руководитель Шабак Иссер Харель подозревал в шпионаже на коммунистические страны.
В 1952 году Харель был назначен директором внешней разведки «Моссад» вместо Реувена Шилоаха. Одновременно он возглавил комитет руководителей разведслужб «Вараш» и фактически стал руководителем всех спецслужб Израиля. Премьер-министр Давид Бен-Гурион называл его «мемунэ» (ответственный). До 1963 года назначение руководителя «Шабак» было чистой формальностью, поскольку всю работу контролировал Харель и все сотрудники подчинялись ему.
В 1950 году были арестованы трое военнослужащих по обвинению в шпионаже в пользу Польши, в 1956 году — советский агент в Министерстве иностранных дел Зеэв Авни, в 1960 году — работавший на чехословацкую разведку профессор физики Курт Ситта.
Наиболее известным делом того времени стало дело полковника Исраэля Беера, который был арестован 1 апреля 1961 года и приговорён к 15 годам тюремного заключения за шпионаж в пользу СССР.
С 1967 года Шабак удвоила свою активность в Иудее и Самарии, секторе Газа и на Голанских высотах, с целью предотвращения террористических актов со стороны арабского населения.
После угона палестинскими террористами израильского самолёта «Эль-Аль» в Алжир 22 июля 1968 года и убийства израильских спортсменов на мюнхенской Олимпиаде в 1972 году организацией «Чёрный сентябрь» Шабак создал свои отделения по всему миру для защиты израильских объектов, которые могут стать целью для террористов.
В 1983 году Шабак разоблачила крупного советского шпиона Маркуса Клингберга, завербованного ещё во время Второй мировой войны. Клингберг передавал советской разведке материалы секретного Института в Нес-Ционе, который занимался проблемами ОМП.
Самым крупным просчётом Шабак (помимо непредотвращения убийства Ицхака Рабина) считается дело Мордехая Вануну, который работая в ядерном центре в Димоне сумел сделать и вынести оттуда фотографии, а затем после увольнения беспрепятственно уехать из страны и выдать в 1986 году самые секретные сведения о наличии в Израиле ядерного оружия.
В 1987 году был арестован агент КГБ СССР Шабтай Калманович, а в 1988 году с помощью перебежчика Александра Ломова раскрыта целая сеть ПГУ КГБ в составе Романа Вайсфельда, Григория Лондина, Анатолия Гендлера и Самуила Мактея.
В сентябре 2002 года Служба безопасности раскрыла группу из 11 израильтян во главе с подполковником Армии обороны Израиля, которые занимались шпионажем в пользу Хезболлы. Офицер предоставлял ливанским террористам карты северной части Израиля с указанием дислокации войск, а также информацию о готовящихся операциях и манёврах вдоль северной границы страны. Взамен он получал от Хезболлы деньги и наркотики на общую сумму 100 тысяч долларов.
12 декабря 2005 года Шабак арестовала 58-летнего Джириса Джириса, бывшего главу совета населённого пункта Фасута в Галилее. Следствие полагает, что Джирис в 2004 году был завербован иранской разведкой с целью шпионажа против Израиля. В Иране надеялись на то, что Джирис сможет стать депутатом Кнессета и получит доступ к интересной для разведки информации.
По информации Шабак, в 2020-е годы активизировалась деятельность иранской разведки по вербовке израильтян для осуществления разведывательной и диверсионной деятельности. Для этого используется сеть интернет.

## Руководители ШАБАК
- Иссер Харель (1948—1952)
- Изи Дорот (1952—1953)
- Амос Манор (1953—1963)
- Йосеф Хармелин (1964—1974)
- Авраам Ахитув (1974—1981)
- Авраам Шалом (1981—1986)
- Йосеф Хармелин (1986—1988)
- Яаков Пери (1988—1994)
- Карми Гилон (1994—1995)
- Ами Аялон (1995—2000)
- Ави Дихтер (2000—2005)
- Юваль Дискин (2005—2011)
- Йорам Коэн (2011—2016)
- Надав Аргаман (2016—2021)[13]
- Ронен Бар (октябрь 2021 — июнь 2025)
- Ш. (и. о.) (с июня 2025 года)

## Структура
По информации BBC ШАБАК состоит из трёх департаментов:
- Департамент по арабским делам. Занимается противодействием арабскому террору в Израиле.
- Департамент по неарабским делам. Занимается проникновением в резидентуры иностранных разведок и дипломатических миссий неарабских стран в Израиле.
- Департамент охраны и безопасности. Занимается охраной правительства Израиля, посольств, важных предприятий, банков, самолётов израильских авиакомпаний и т. п.

## Критика
Шабак критикуют за имевшие место ранее доказанные случаи применения пыток вплоть до смертельных случаев на допросах. Обвинения в применении пыток звучат регулярно, причем не только со стороны арабов, но и со стороны израильских организаций. В пытках и жестоком обращении Шабак обвиняют не только «левые», но и «правые» радикалы, по мнению которых Шабак выдумывает несуществующие заговоры.

### Маршрут номер 300
В апреле 1984 года произошёл крупный скандал, связанный с убийством сотрудниками «Шабак» задержанных палестинских террористов.
12 апреля четыре террориста захватили полный пассажиров автобус, ехавший по маршруту 300 из Тель-Авива в Ашкелон. Автобус был взят штурмом, террористы были убиты. Позже выяснилось, что двое террористов из четырёх были застрелены уже после того, как их обезвредили. При расследовании вскрылись также факты лжесвидетельства по данному делу со стороны высокопоставленных сотрудников «Шабак». Это вызвало большой резонанс в Израиле и поставило вопрос о регулировании деятельности спецслужб. В результате скандала в июне 1986 года в отставку ушли начальник «Шабак» Авраам Шалом, его заместитель Реувен Хазак и ещё 13 сотрудников. В 1996 году в этом убийстве, совершённом по приказу Авраама Шалома, признался начальник оперативного отдела «Шабак» Эхуд Ятом, брат действующего на тот момент директора «Моссад» Дани Ятома.

### Убийство Ицхака Рабина
Служба безопасности не смогла предотвратить убийство премьер-министра Израиля Ицхака Рабина правым террористом Игалем Амиром 4 ноября 1995 года, за что её тогдашний руководитель Карми Гилон был отправлен в отставку.
Для Шабак, несущего ответственность за охрану высших должностных лиц страны, это стало самой позорной страницей за всю историю существования службы.
Руководство «Шабак» озвучило версию о террористе-одиночке, чьи действия невозможно было предвидеть, однако есть целый ряд свидетельств, что полиция и спецслужбы получали предупреждения о намерениях Игаля Амира, но по каким-то причинам не приняли их во внимание. В связи с этим в Израиле возник ряд версий о заговоре, предположительные участники которого «втёмную» использовали Игаля Амира.